# نيد هاريس
نيد هاريس (بالإنجليزية: Ned Harris)‏ هو لاعب كرة قاعدة أمريكي، ولد في 9 يوليو 1916 في أيمز في الولايات المتحدة، وتوفي في 18 ديسمبر 1976 في ويست بالم بيتش في الولايات المتحدة.

## وصلات خارجية
- نيد هاريس على موقعبيزبول رفرنس.كوم (الدوري الرئيسي) (الإنجليزية)
- نيد هاريس على موقعبيزبول رفرنس.كوم (الدوري الثانوي) (الإنجليزية)